# Mustafa bin Halim

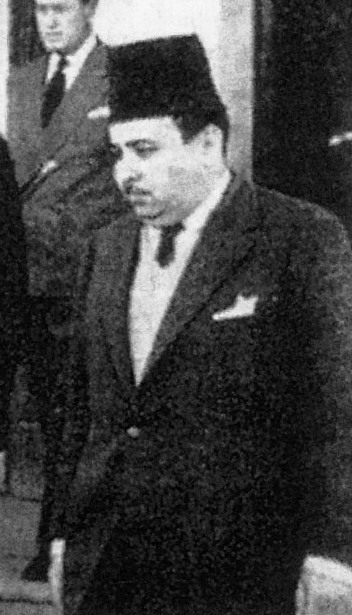
Mustafa bin Halim

Sayyid Mustafa Ahmed bin Halim, kurz Mustafa Ben Halim (arabisch سيّد مصطفى أحمد بن حليم, DMG Saiyid Muṣṭafā Aḥmad bin Ḥalīm; * 29. Januar 1921 in Alexandria, Ägypten; † 7. Dezember 2021) war vom 12. April 1954 bis zum 25. Mai 1957 Premierminister von Libyen und zuletzt der älteste noch lebende frühere Staats- oder Regierungschef weltweit.